# TASAKI
株式会社TASAKI（タサキ、英: TASAKI & Co., Ltd.）は、兵庫県神戸市中央区に本社を置く宝石を加工、販売する企業。東京銀座にTASAKI銀座本店がある。

## 概要
1954年（昭和29年）創業。会社（旧法人）設立は1959年（昭和34年）。国内で真珠の生産及び加工販売を行っている企業としてはトップクラスの実力があり、日本真珠振興会が主催する全国真珠品評会では農水大臣賞を7度受賞している。1990年代にデビアスグループからダイヤモンド原石を購入する権利を取得してダイヤモンド事業に参入した。
かつてはあこや亭など飲食事業、田崎運輸サービスにおいて観光バス事業も行っていた。
1994年、ダイヤモンド・トレーディング・カンパニーで日本で唯一となるDTCサイトホルダーの資格を取得し、デビアスからダイヤ原石を直接購入する権利を獲得した。
2007年12月、筆頭株主（11%強）のサハダイヤモンドからサハの取締役を田崎真珠の役員に選任するよう提案があったものの、これに反対する意見を表明した。
2010年1月、英文社名をTasaki Shinju Co., Ltd.からTASAKI & Co., Ltd.に変更。
2012年2月1日、TASAKIに商号を変更した。 
2012年11月16日、MARK STYLER（マークスタイラー）の販売商品が自社製品「balance」に類似しているとして提訴。
2013年3月、MARK STYLERと和解。
2015年、高級腕時計「TIMEPIECES」の発売を開始。スイス独立時計師アカデミーに所属する浅岡肇が製作したトゥールビヨン腕時計"Odessa Tourbillon"など。
2017年、MBOを実施。韓国 MBKパートナーズ傘下の株式会社スターダストが、同年5月18日に議決権所有割合ベースで83.77%の株式を取得した。同年8月1日付で株式会社スターダストにより吸収合併され同社が株式会社TASAKIに商号変更、旧法人は同年7月27日付で上場廃止となった。株式会社スターダスト以外の株主には現金対価が交付された。

## 養殖場・研究所
- 九十九島養殖場（長崎県佐世保市）
- 伊勢志摩養殖場 (三重県志摩市・度会郡南伊勢町)
- TASAKI ジュエリービル（兵庫県神戸市中央区）

### かつて所有していた主な養殖場・研究所・工場
- 伊万里養殖場（佐賀県唐津市肥前町）
- 平戸養殖場（長崎県平戸市）
- 天草養殖場（熊本県上天草市）
- 奄美養殖場（鹿児島県大島郡瀬戸内町）
- 田崎海洋生物研究所（徳島県海部郡美波町）
- 六甲台あこや工場（兵庫県神戸市灘区）

### かつての関連会社
- 田崎運輸サービス